# Kathy Etchingham

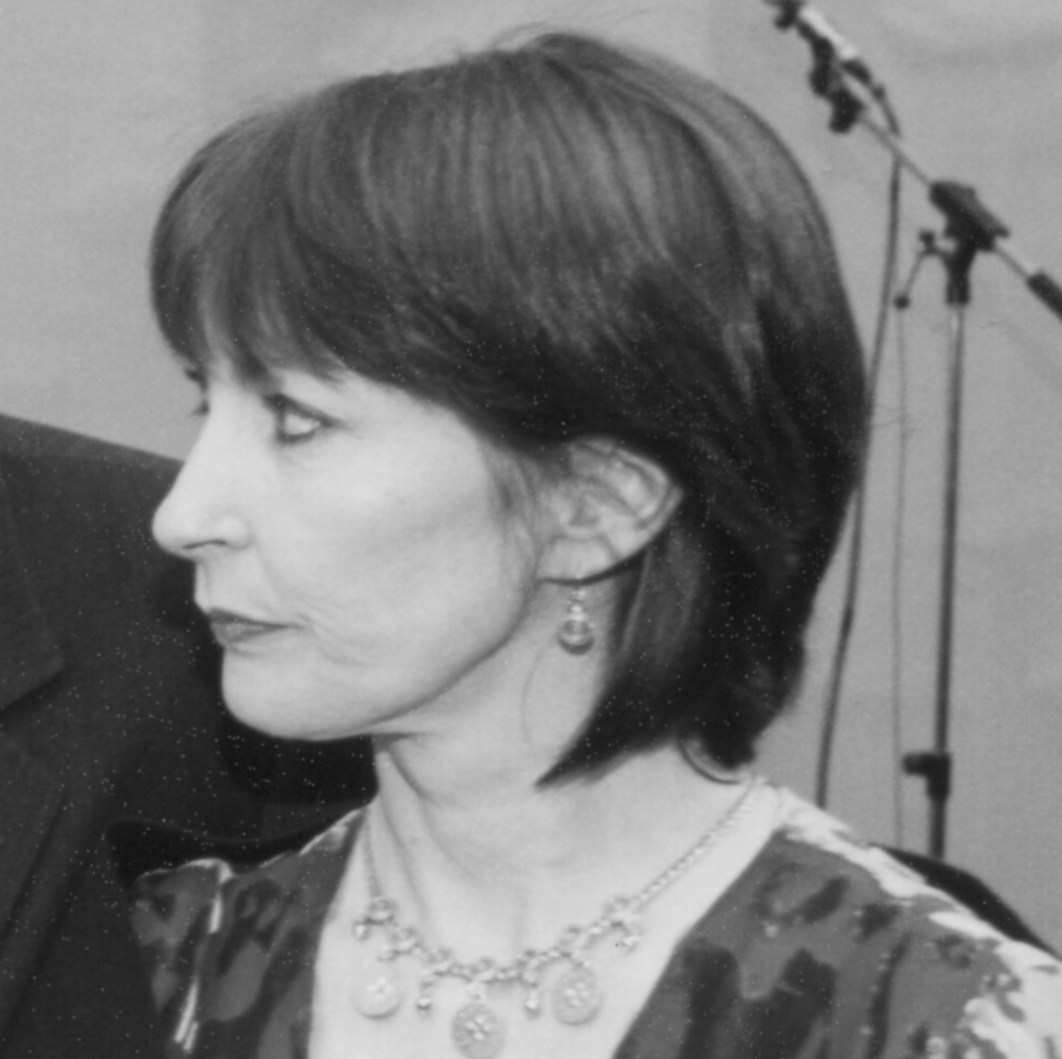
Etchingham während der Enthüllung einer Plakette zu Ehren von Jimi Hendrix.

Kathleen Mary Etchingham (* 18. Juni 1946 in Derby), genannt Kathy, ist ein ehemaliges Groupie. Bekannt wurde sie vor allem als zeitweilige Lebenspartnerin von Jimi Hendrix und später durch ihre Autobiographie, in der sie neben ihrer Kindheit und Jugend vor allem die Szenerie der britischen Rockmusiker im London der 60er Jahre beschrieb. Die Begegnung und das zeitweilige Zusammenleben mit Jimi Hendrix sind das Hauptthema ihrer Autobiographie.

## Leben
Dort beschreibt Ethchingham eine unglückliche Kindheit, weil ihre Mutter die Familie wegen eines anderen Mannes verließ und sie selber danach bei Verwandten und in einer Klosterschule heranwuchs. Als Sechzehnjährige brach sie dann aus dieser Welt aus und machte sich auf den Weg nach London. Das Verhältnis zur untreuen und trinkenden Mutter prägte sie ebenso wie den jungen Hendrix, was sie als ein Hauptgrund ihrer empfundenen Seelenverwandtschaft mit Hendrix anführte.
Ab Mitte der 1960er Jahre machte sie viele Bekanntschaften in der damaligen Londoner Musikerszene. Sie hatte Freundschaften und intime Beziehungen u. a. mit Brian Jones, Keith Moon, Chas Chandler, Zoot Money und Eric Burdon. Über Chandler lernte sie Jimi Hendrix gleich an dessen erstem Abend in London kennen und wurde seine Geliebte. Beide zogen zusammen und lebten einige Jahre gemeinsam in London. Diese Zeit im Swinging London der 1960er Jahre beschrieb sie auch in ihrer Autobiographie. 
Der Song The Wind Cries Mary auf dem ersten Studioalbum der Jimi Hendrix Experience Are You Experienced ist Etchingham gewidmet. Ebenfalls taucht sie in einer Verszeile des Songs 1983... (A Merman I Should Turn to Be) als „Katherina“ auf. Der Song Send My Love to Linda sollte ursprünglich Send My Love to Kathy heißen, bis Etchingham bei Hendrix dagegen Einspruch erhob.
Sie war die Initiatorin für das Anbringen einer Plakette (1997) am Haus in der Londoner Brook Street, in dem sie eine Zeit lang mit Hendrix gelebt hatte. In diesem Haus wohnte einst auch der Komponist Georg Friedrich Händel.
2014 kritisierte Etchingham den biographischen Hendrix-Spielfilm Jimi: All Is by My Side von John Ridley. Etchingham beschrieb die filmische Darstellung ihres Lebens mit Hendrix als „absoluten Unsinn“.